# Carea elaeospila
Carea elaeospila är en fjärilsart som beskrevs av Louis Beethoven Prout 1926. Carea elaeospila ingår i släktet Carea och familjen trågspinnare. Inga underarter finns listade i Catalogue of Life.